# 藤原利三郎
藤原 利三郎（ふじわら りさぶろう、明治元年11月1日（1868年12月14日） - 昭和10年（1935年）5月9日）は、平鹿ゴールデンを生み出した秋田県出身の果樹園芸家で、「リンゴ栽培の父」と称されている。

## 略歴
利三郎は1868年に養蚕振興の先駆者として名高い茂木亀六の六男として出羽国（現在の秋田県）の雄勝郡（現在の湯沢市、昔の稲川町）で生まれた。
18歳で藤原家の養子となった後、養蚕業の代わりとなる産業を探していた利三郎は、果樹の栽培の視察で山形に行った際にりんごの苗を手に入れた。それをもとに20歳の時に利三郎は杉林を切り開いて苗を植え、周囲の目を跳ね除けてリンゴ栽培に励んだものの、1894年の綿虫大量発生で大損害を受けた後にブドウやサクランボ、梨なども取り扱う多角的な経営を始めた。
1892年には伊藤謙吉にリンゴ栽培を学び、宅地を利用したリンゴの苗の植え付けに取り組み始めた。
利三郎は秋田県平鹿郡増田町の真人山麓がリンゴ栽培に適していることに気がつき、1901年から麓を開墾して本格的な栽培を開始。1910年には25ヘクタールにも及ぶリンゴ園を作り上げ、真人山一帯が良い鷹を朝廷に献上していたことから「平鹿の御鷹」と呼ばれていたことに因んで「応鷹園」と名付けている。
1921年には豊作によるリンゴの値崩れを防ぐための貯蔵庫2棟を建設している他、1925年にリンゴ栽培業者の組合組織「応鷹園りんご販売購買利用組合」を結成して、栽培や生産のプロセスにおける合理化を図ろうとした。
1923年にはゴールデンデリシャスをいち早く導入し、「平鹿ゴールデン」の栽培に成功すると同時にその生みの親となり、1931年からはゴールデンデリシャスを県内で流行させている。
1928年には20人の應鷹園の有志により藤原利三郎翁頌徳碑が建立されており、命日にあたる5月9日には式典が取り行われている。
1935年に平鹿町（現在の横手市）で66歳で亡くなった。
1968年に制作された『秋田の先覚: 近代秋田をつちかった人びと 第1』では、利三郎は伊藤謙吉や佐藤要之助とともに秋田リンゴの始祖として紹介されている。
また、2016年に秋田県茶道文化研究会より出版された『平鹿リンゴの基礎をつくった大恩人伊藤謙吉翁と藤原利三郎翁』では、伊藤謙吉とともに平鹿リンゴの基礎を作った人物として紹介されている。